# 華萊士里奇 (路易斯安那州)
華萊士里奇（英語：Wallace Ridge）是位於美國路易斯安那州卡塔胡拉堂區的一個普查規定居民點。

## 人口
根據2020年美國人口普查的數據，華萊士里奇的面積為19.33平方千米，當中陸地面積為18.13平方千米，而水域面積為1.20平方千米。當地共有人口572人，而人口密度為每平方千米29.59人。